# Tarnopolskie Obwodowe Muzeum Krajoznawcze
Tarnopolskie Obwodowe Muzeum Krajoznawcze – muzeum regionalne obwodu tarnopolskiego Ukrainy, znajdujące się w budynku, zbudowanym w latach 1980.
30 grudnia 1982 roku odbyło się uroczyste otwarcie czterokondygnacyjnego budynku Obwodowego Muzeum Krajoznawczego, zbudowanego w Tarnopolu według projektu Ołeha Hołowczaka. Za tę pracę architekt został wyróżniony dyplomem ІХ Republikańskiego Przeglądu Prac Młodych Architektów Związku Architektów USRR, który odbył się w 1985 roku w Kijowie.